# NGC 672
NGC 672 (PGC 6595 lub UGC 1256) – galaktyka spiralna z poprzeczką (SBc), znajdująca się w gwiazdozbiorze Trójkąta w odległości około 23 milionów lat świetlnych. Została odkryta 26 października 1786 roku przez Williama Herschela.

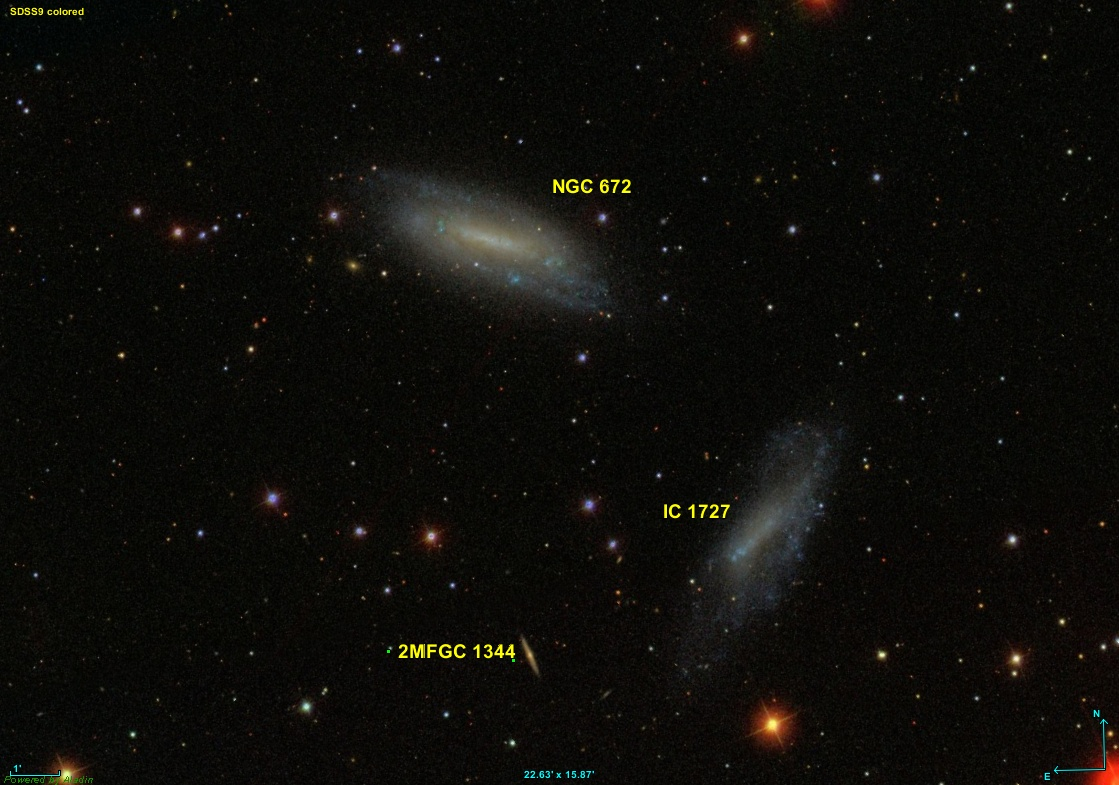
Galaktyki NGC 672 (u góry) i IC 1727 (SDSS)

NGC 672 oddziałuje grawitacyjnie z pobliską galaktyką IC 1727, od której dzieli ją dystans niecałych 90 tysięcy lat świetlnych. Masę galaktyki NGC 672 szacuje się na 8 miliardów mas Słońca.